# Brundage, Texas
Brundage, Texas (енгл. Brundage) насељено је место без административног статуса у америчкој савезној држави Тексас.

## Демографија
По попису из 2010. године број становника је 27, што је 4 (-12,9%) становника мање него 2000. године.
| Група             | 2000.      | 2010.      |
| Белци             | 6 (19,4%)  | 20 (74,1%) |
| Афроамериканци    | 0 (0,0%)   | 0 (0,0%)   |
| Азијати           | 0 (0,0%)   | 0 (0,0%)   |
| Хиспаноамериканци | 25 (80,6%) | 7 (25,9%)  |
| Укупно            | 31         | 27         |